# Apă sărată
Apa sărată (saramură) este apa care are un procentaj înalt de sare NaCl. Ea este specifică mărilor și oceanelor, dar se întâlnește și în unele lacuri (Marea Moartă) sau izvoare sărate (numite popular “murătoare”).

## Galerie de imagini

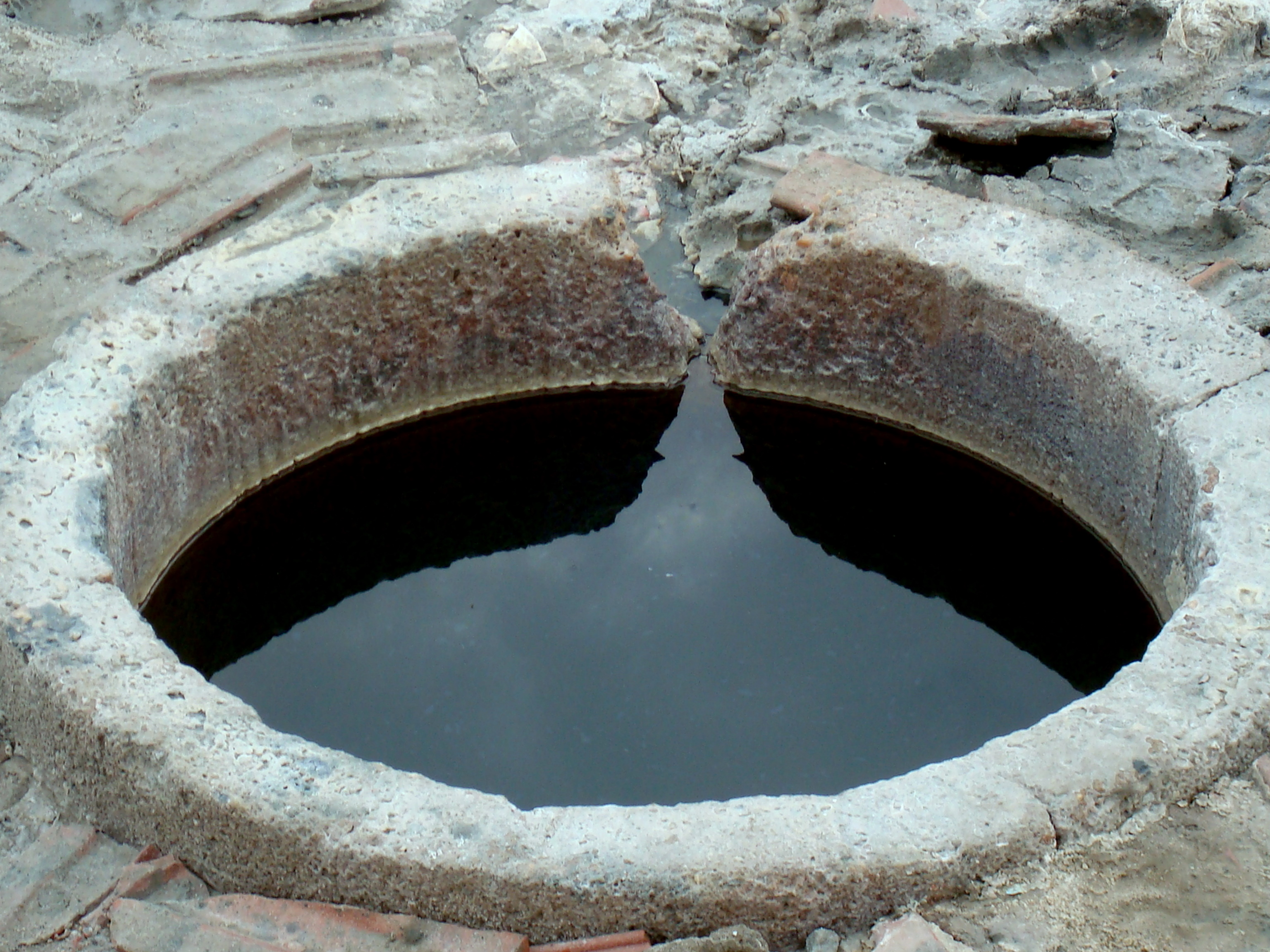
Izvor sărat (“murătoare”) de la Băile Sărate din Turda